# Janez Oraže
Janez Oraže (geboren am 12. Mai 1925 in Zell, slowenisch: Sele; gestorben am 29. April 1943 in Wien), auch Johann Orasche, war ein Kärntner Slowene, der im Alter von 17 Jahren vom NS-Regime geköpft wurde.

## Leben
Die slowenischen Partisanen in Kärnten leisteten – als eine von sehr wenigen Gruppen in Österreich – bewaffneten Widerstand gegen das NS-Regime. „Die Basis bildeten Kärntner Slowenen, die – um nicht in der deutschen Wehrmacht dienen zu müssen – ab 1939 nach Jugoslawien geflüchtet waren und nach der deutschen Besetzung 1941 zurückkehrten. Sie hielten sich versteckt in der Nähe ihrer Heimatgemeinden auf, wo sie mit der Unterstützung von Verwandten, Freunden und Freundinnen rechnen konnten. Oft schlossen sie sich später der Osvobodilna fronta (Befreiungsfront) – einer Koalition mehrerer Gruppierungen unter kommunistischer Führung – an.“
Die Mutter von Oraže lebte mit ihrem Bruder Jernej Oraže auf dem Hof vlg. Ožbavt in Zell/Sele. Die Familie schloss sich nach dem „Anschluss“ Österreichs dem Widerstand der Kärntner Slowenen an, der besonders nach der Aussiedlung und Deportation von über 900 Slowenen ins „Altreich“ im April 1941 zunahm. Nach dem Besuch der Volksschule in Zell wurde Johann Postfacharbeiter (Briefträger) und arbeitete zunächst in Klagenfurt und später in Mallnitz.
Mutter und Onkel unterstützten die aus Jugoslawien heimgekehrten Wehrmachtsdeserteure, das Haus der Familie wurde zum Treffpunkt der Deserteure. Johann versorgte die Deserteure am Setitsche-Hügel. Nach der Sprengung des Bunkers an der Hlipovtschnikhube am 1. Dezember 1942 wurden Onkel, Mutter und Janez Oraže am 12. Januar 1943 nach der Auswertung des Tagebuchs von Thomas Olip von der Gestapo verhaftet.
Vor dem Volksgerichtshof, zu dem eigens Roland Freisler angereist kam, um den Vorsitz zu übernehmen, kam zur Sprache, dass die Wehrmachtsdeserteure Jakob Oraže und Thomas Olip auf dem Hof der Familie aus- und eingingen. „Oražes ‚Verbrechen‘ bestand darin, dass er mehrere Male auf ‚Fahnenflüchtige‘ traf – etwa bei seiner Mutter, die sie mit Essen versorgte – ohne eine Anzeige zu erstatten. Nachgewiesen wurde ihm auch, dass er einmal Wein und Bier zu einem ihrer Verstecke gebracht hatte. Auf Oraže treffe der Spruch ‚Gleiche Brüder – gleiche Kappen‘ zu, urteilte der Volksgerichtshof später: ‚Wer so enge Gemeinschaft mit den Deserteurbanditen pflegt, gehört voll und ganz zu ihnen.‘“
Der Schauprozess fand von 7. bis 9. April 1943 in Klagenfurt statt. Angeklagt wurden 35 Partisanen und Unterstützer. Insgesamt wurden 13 Todesurteile verhängt, darunter gegen Janez und seinen Onkel Jernej. Janez Oraže wurde nach der „Verordnung zum Schutze gegen jugendliche Schwerverbrecher“ wie ein Erwachsener behandelt. Die Mutter wurde zu 5 Jahren Zuchthaus verurteilt. Eine der überlebenden Angeklagten, Katarina Pasterk, schilderte später in einem Interview: „Sie jagten uns in den Saal, dann kamen die Richter, wie schlimm das war, alle in diesen roten Mänteln, wie die Teufel kamen sie herein.“
Im Urteil gegen Janez Oraže heißt es: „Wer so handelt wie er, macht sich die Methode und Ziele der Terroristen zu Eigen. Welch starker Hass gegen Deutschland diesen Angeklagten beseelt, zeigt auch Folgendes: In der Hauptverhandlung hat er – ein Angestellter der deutschen Reichspost!!! – auf Vorhalt seiner polizeilichen Geständnisse gemeint, die Beamten könnten ja viel hineinschreiben, und auf Vorhalt, dass es ihm auch vorgelesen [worden] sei, es sei ja möglich, dass ihm die Beamten beim Vorlesen Teile des Protokolls unterschlagen haben!! Ist er auch noch jung, so zeigen doch seine Handlungsweise und seine Verbissenheit, dass er schon ein ausgewachsener Schwerverbrecher ist.“
Der 17-Jährige wurde gemeinsam mit zwölf weiteren Widerstandskämpfern nur zwanzig Tage später im Wiener Landesgericht hingerichtet. Im Bericht an den Oberreichsanwalt ist zu lesen: „Das Urteil […] wurde an den 13 zum Tode Verurteilten am 29. 4. 1943 in der Zeit von 18.25 Uhr bis 19.06 Uhr vollstreckt. Die Vollstreckung verlief ohne Besonderheiten.“

## Erinnerung
Die sterblichen Überreste von Oraže wurden 1949 mit denen der anderen Widerstandskämpfer nach Zell/Sele überführt. Eine Gedenktafel an der Kirche von Sele-cerkev erinnert an sechs hingerichtete Kärntner Slowenen aus Sele-cerkev und
Obirsko.